# Juan Francisco Pacheco Téllez-Girón

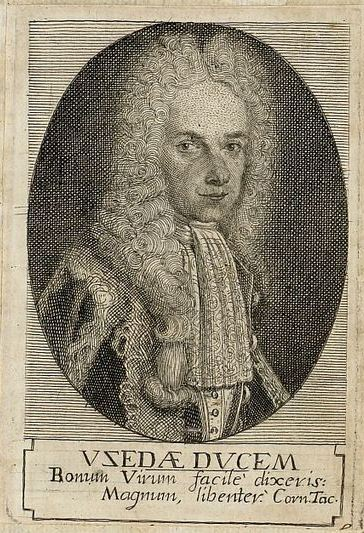
Juan Francisco Pacheco Téllez-Girón

Juan Francisco Antonio Alonso María José Domingo Pacheco Téllez-Girón (Madrid, 8 de junio de 1649 - Viena, 25 de agosto de 1718) fue un aristócrata español, virrey de Sicilia y embajador en Roma.

## Biografía
Juan Francisco nació el 8 de junio de 1649 en Madrid, en las casas que poseía su abuelo junto a la calle Atocha, y fue bautizado el 28 de eses mismo mes en la iglesia parroquial de San Sebastián. Era hijo de Melchor Téllez Girón (1620-1650) —primogénito de Alfonso III Téllez-Girón— y su esposa Juana de Velasco, hija del duque de Frías. Su padre murió cuando él tenía quince meses de edad, de forma que quedó bajo la custodia de su madre hasta 1660, momento en que su abuelo asumió la tutoría. A la muerte de este, en junio de 1666, se convirtió en II conde de la Puebla de Montalbán.
En 1668, con 19 años, se enroló en el ejército de Cataluña, «donde sirvió a su Majestad con dos compañías de caballos». Tras cuatro años de servicio, pasó al ejército Milán y sirvió otros cuatro como capitán de las guardias de su suegro, el duque de Osuna. En 1671 su esposa Isabel María heredó el ducado de Uceda y él se encargó de pleitar con el antiguo administrador del mismo, Juan de Bocos, para que entregara los papeles de su administración a su enviado. La nueva posesión le permitió aumentar sus ingresos y hacerse con el oficio de tesorero perpetuo de las reales casas de moneda de Madrid, entre otras prebendas anejas.
De vuelta a Madrid, se le concedió el oficio de gentilhombre de la cámara del rey, el cual juró el 16 de junio de 1677. El 30 de septiembre de 1682 fue nombrado gobernador del reino de Galicia, con un sueldo de 500 escudos al mes, y el 27 de octubre tomó posesión del cargo en La Coruña. Permaneció en él durante cuatro años, y de vuelta a la Corte, el 9 de abril de 1687 fue designado virrey y capitán general de Sicilia, donde estuvo nueve años. Terminado su mandato, en 1696 ingresó al Consejo de Estado bajo el auspicio del conde de Oropesa y el 4 de octubre de 1699 partió como embajador a Roma, a donde llegó el 17 de diciembre. La embajada era un puesto clave en el contexto de la crisis sucesoria por la inminente muerte del rey Carlos II. El duque intentó obtener el reconocimiento papal al monarca de la nueva dinastía, Felipe V de Anjou, mediante una pintoresca argucia: dado que Clemente XI se negaba a realizar el homenaje por el cual el rey de España le entregaba públicamente una cantidad de oro y él, al aceptarlo, ratificaba la investidura real, Juan Francisco buscó precipitar la situación realizando la entrega de ese oro por sorpresa, aunque sin éxito.
En una carta autógrafa de Felipe V, del 28 de noviembre de 1701, se le informó de su nombramiento como presidente del Consejo de Órdenes. Al año siguiente el propio Luis XIV lo invistió como caballero de las Órdenes de su Majestad Cristianísima, para lo cual mandó que se le hicieran las correspondientes pruebas de nobleza, y en 1704 el monarca español volvió a premiarlo con el cargo de presidente del Consejo de Indias. El reconocimiento del pretendiente Carlos de Austria como rey de España por parte del papa, en enero de 1709, no significó el final de su actividad diplomática. Juan Francisco, ahora plenipotenciario de Italia, se marchó de Roma hacia Génova y escribió una carta a Clemente XI protestándole por su toma de postura.
Sin embargo, según el marqués de San Felipe, la negativa del rey a concederle el virreinato de Nápoles llevó a que, sigilosamente, Juan Francisco acercase sus posiciones al del bando austracista:

De sujetos que le trataban íntimamente sabemos que desde entonces enajenó su ánimo del Rey Católico y adhirió secretamente a los austriacos, pero con tal cautela que lo penetraban pocos, porque le veían ministro del Rey, y con no vulgar aplauso en la Corte, donde enteramente se ignoraba la perversa intención del duque.
Marqués de San Felipe, Comentarios de la guerra de España...

Cuando el rey le encargó la misión de recuperar Cerdeña, el duque informó a los enemigos de esta operación y retrasó la orden de los barcos para llevar tropas, dando así tiempo a que salieran naves austracistas desde Barcelona con refuerzos para la isla. Paradójicamente, es en 1711, con la guerra casi ganada por Felipe V, que Juan Francisco decide pasarse sin ambajes al bando austracista. Haciendo oído sordos a los requerimientos para que volviese a España, partió con su hijo, Melchor Pacheco, a prestarle obediencia al archiduque Carlos —ya emperador del Sacro Imperio— y le entregó los papeles secretos que tenía de su oficio, de todo el tiempo que había servido a Felipe.
Exiliado, Juan Francisco vivió sus últimos años sirviendo al emperador en Viena. Allí otorgó su testamento el 19 de julio de 1718, rodedado de algunos de sus hijos y criados, nombrando cinco testamentarios y repartiendo los bienes libres entre sus cuatro hijos.

## Matrimonio y descendencia
Juan Francisco casó el 16 de julio de 1677, en Madrid, con Isabel María de Sandoval y Girón (1653-1711), hija de Gaspar Téllez Girón, V duque de Osuna, y de su primera esposa, Feliche Gómez de Sandoval, III duquesa de Uceda. El matrimonio tuvo al menos siete hijos:
- Manuel Gaspar Pacheco (1676-1732), que fue IV conde de la Puebla de Montalbán, V duque de Uceda, V marqués de Belmonte, comendador mayor en la Orden de Alcántara, y casó con su prima carnal Josefa Antonia María Álvarez de Toledo y Portugal.[14]

- Juan Pacheco, casado en 1709 con Mariana de la Encarnación Sarmiento, condesa de Humanes.[16]

- Melchor Pacheco, del cual se tiene registro que en 1709, con 14 años, otorgó un poder desde Roma al contador mayor de rentas de Uceda para que cobre todas las rentas que le puedan pertenecer.[17]

- Pedro Vicente, que en 1710 era caballero de la Orden de Malta y comendador del Viso.[16]

- Josefa Pacheco, que casó en 1709, teniendo 25 años, con Pascual Enríquez de Cabrera, conde de Melgar.[16]

- Antonio Pacheco, al cual el ayuntamiento de la Puebla de Montalbán le hizo honras el 15 de enero de 1704, cuando ya había muerto en Roma.[16]

- Una niña, de la que no se vuelve a saber nada, nacida en 1598 y cuyo alumbramiento fue motivo de una felicitación dirigida a su padre por la Junta de Gobierno.[16]